# 道上伯
道上 伯（みちがみ はく、1912年10月21日 - 2002年8月4日）は、日本の柔道家である。講道館七段、フランス柔道連盟九段。

## 人物

### 来歴
愛媛県八幡浜市出身。1926年、愛媛県立八幡浜商業学校（のちの県立八幡浜高校）入学を機に柔道を始める。1927年に大日本武徳会柔道初段を取得。しかし実際は1926年の時点で既に昇段審査を通過しており、13歳という当時としては異例の若さでの合格だった為、試験官の一存によりこの時点での昇段は見送られていた。その後、15歳の誕生日を迎えた時に改めて正式に初段の段位を与えられている。
1929年、武徳会二段を取得。1930年、アメリカ渡航の夢を抱き、誰にも告げずに八幡浜から出奔。およそ5ヶ月間大阪府に滞在した後、貨物船に乗り込み乗務員として働いていた。それからしばらくして実家に連れ戻されるが、八幡浜商業学校への復学が認められなかった為、1931年、町立吉田中学校（のちの県立吉田高校）に転入し、ここで後々まで師と仰ぐ事となる赤松徳明から柔道を学んだ。試合や大会が今ほど盛んではなかった時代だが、この中学時代には1歳年下で大洲中学の毛利松平（のち政治家・日本武道館理事長）と何度か好勝負を演じている。1932年、武徳会三段を取得。
1933年、吉田中学を卒業し立命館大学に入学。翌1934年には武道専門学校柔道科に入学し、磯貝一、田畑昇太郎ら重鎮のほか福島清三郎、栗原民雄、森下勇らの薫陶を受ける。1935年に武徳会四段を取得するも、同年、稽古中の事故で右膝靭帯を切断し、この時の後遺症により道上の右膝は生涯自力で90度以下に曲げる事ができなくなった。1937年、大日本武徳会柔道五段を取得。
1938年、武道専門学校を卒業し、助教授として旧制高知高等学校へ赴任。この頃には、四国四県対抗大会や紀元二千六百年記念行事として開催された熱田神宮での奉祝大会、橿原神宮奉納全国武道大会で活躍した。1940年、上海の東亜同文書院へ学生生徒主事（予科柔道教授兼同大学講師）として招聘される。
1941年12月8日付で講道館入門。1942年に武徳会六段・教士号を取得し、翌1943年1月10日には講道館でも六段位。1945年、日中戦争ならびに太平洋戦争の激化に伴って故郷・八幡浜市へ帰還し、戦後は東亜同文書院の閉校に伴って失職。上海から引き上げてきた資金を基に水産会社を設立し、後年渡仏するまで社長として経営に当たっていた。1951年、講道館七段を取得。また、失職していた時期には柔道整復師の免許を取得している。
1953年、フランス柔道連盟の要請を受けて渡仏し、以降ボルドーに定住してポタリンモリエール5番地にフランス政府公認の「道上柔道学校」を開設した。貿易業者として生計を立てる傍ら、指導者としてヨーロッパ・アフリカ・アメリカなど36の国と地域において柔道の普及に努めた。1975年、フランス柔道連盟・フランス政府から、一段飛ばしで柔道九段を贈られる。
日本に一時帰国中だった2002年8月4日、心不全によりさいたま市内の病院で死去。89歳没。8月19日に東京港区の増上寺にて葬儀が、9月7日にはボルドーの道場にて告別式が執り行われた。
実業家の清水志摩子は次女。

### 実績
身長173 cm、体重75 kg。得意技は左組からの払腰、背負投、体落のほか、同じく左組の足車や大外刈、右組の大内刈、小外刈など足技に長じ、寝ても特に絞技を得意とする業師であった。柔道の試合においては生涯無敗を誇り、学生時代のみならず、指導者として海外で臨んだ様々な試合においても一度も敗戦していない。1953年11月にクーベルタンスタジアムで行われた試合では、フランスを代表する強豪10名と連続して対戦し、わずか6分30秒、たった13回技を掛けたのみで10人抜きを達成している。
指導者としての道上は、アントン・ヘーシンクを育てた事で知られている。1955年にオランダを訪れた際、当時建設作業員だった20歳のヘーシンクの才能を見出し、柔道の技術だけでなく、筋力トレーニングをはじめとする先鋭的な体力作りの手法を教授。その結果ヘーシンクは、1961年の世界選手権無差別級に優勝し、1964年の東京オリンピック柔道無差別級でも金メダルを獲得、日本柔道界に計り知れない衝撃をもたらした。東京オリンピックにはオランダ代表チームの一員として道上も参加していたが、ヘーシンクが決勝戦で神永昭夫を袈裟固で抑え込む30秒の間、オランダ関係者が勝利を確信し喜びの表情を見せている中にあって、一人だけ厳しい顔をして試合場を見つめる道上の写真が残されている。道上はこの時の心境を、生涯周囲に語ることはなかったという。
柔道だけでなく空手道にも造詣が深かった。1983年には全日本空手道連盟八段位を取得している。但し、空手家としての道上の実績は明らかになっていない。
講道館は戦後、石黒敬七や川石酒造之助らのように講道館の斡旋や推薦を受けず海外で柔道指導を行った高段者に対して冷遇措置を執っている。道上も講道館を経由せず渡仏・定住して指導にあたり、加えて戦後主流となったスポーツ柔道に異を唱え、1963年に『文藝春秋』に寄稿した“講道館柔道への爆弾宣言”を初めとして事あるごとに講道館に対する批判的な発言を繰り返すなどしていたため、講道館からその存在を黙殺されている。そのため日本国内での活動が皆無に等しかった事も重なり、オランダをはじめ各国柔道界の最高技術顧問を務めるなどの確かな実績があるにもかかわらず日本での知名度は高くなく、講道館での段位も渡仏前に取得した七段のまま生涯を閉じている。
心技体と言う言葉を最初に使ったのも道上伯と言われている。それは戦前の事であった。